# Махмуд-шах Бахмани
Махмуд Шах или Шихаб-уд-Дин Махмуд (около 1470 — 27 декабря 1518) — четырнадцатый султан Бахманийского султаната из династии Бахманидов (1482—1518). Его длительное правление отмечено распадом султаната и созданием пяти независимых деканских султанатов.

## Биография
Представитель династии Бахманидов. Родился около 1470 года. Сын и преемник бахманийского султана Мухаммад-шах III Лашкари (1463—1482). 26 марта 1482 года после смерти своего отца 12-летний Махмуд-шах вступил на султанский престол. Был создан новый регентский совет, во главе которого находились вдовствующая султанша и Малик Наиб, один из заговорщиков, стоявших за смертью Махмуда Гавана в 1481 году.
Первые годы правления Махмуд-шаха характеризовались конфликтом между растущей властью пришельцев во главе с Юсуфом Адил-шахом, и традиционной декканской знатью, во главе которой стоял Малик Наиб. После неудачной попытки убить Юсуфа Адил-шаха султан Махмуд-шах удалился в Биджапур и оставил управление государством в руках наместника Малика наиба, Низам-уль-Мулька Малика Хасана Бахри и его сторонников из фракции деккани. Сам Малик Наиб был убит в 1486 году. Попытка убийства султана декканцами в 1487 году привела к их массовой резне и укреплению позиций пришельцев.
Ослабление власти султана привело к росту волнений среди бахманийской знати, особенно среди могущественных региональных губернаторов, некоторые из которых, как Фатх-Аллах Имад-уль-Мульк, приняли титулы султанов. Другие же начали открытое восстание. Касим Барид I (1489—1504) возглавил первый мятеж в Бидаре и успешно разгромил армию, посланную султаном Махмуд-шахом, чтобы подавить восстание. Касим Барид получил титул Барид-уль-Мумалик и сделал первым министром и фактическим правителем султаната. Расходы султана были так велики, что он приказал извлечь драгоценности из бирюзового трона и использовать их в качестве оплаты.
28 мая 1490 года Малик Ахмад Низам-шах I (1490—1510) восстал и разгромил бахманийскую армию во главе с генералом Джахангиром Ханбуилтом. Он построил дворец, сделав его центром вновь созданного Ахмаднагарского султаната. Юсуф Адил-шах последовал его примеру, создав династию Адил-шахов в Биджапуре, а Фатх-Аллах Имад-уль-Мульк создал Берарский султанат. Касим Барид основал Бидарский султанат в 1492 году, а Голконда стала независимым султанатом при Кули Кутб-Мульке в 1518 году.
После смерти Касима Барида в 1504 году титул первого министра был передан его сыну Амиру Бариду (1504—1542). Султан Махмуд-шах скончался 27 декабря 1518 года. Его преемником был объявлен его сын, Ахмад-шах III (1518—1520).